# Gündelhart-Hörhausen
Gündelhart-Hörhausen war bis 1998 eine Ortsgemeinde im Bezirk Steckborn im Kanton Thurgau in der Schweiz. Sie hiess vor 1953 lediglich Gündelhart und gehörte zur Munizipalgemeinde Steckborn. Mit der thurgauischen Gemeindereform wurden Gündelhart und Hörhausen per 1. Januar 1999 zu einem Teil der politischen Gemeinde Homburg TG.

## Geographie
Gündelhart und Hörhausen liegen südlich von Steckborn auf dem Seerücken.

## Geschichte

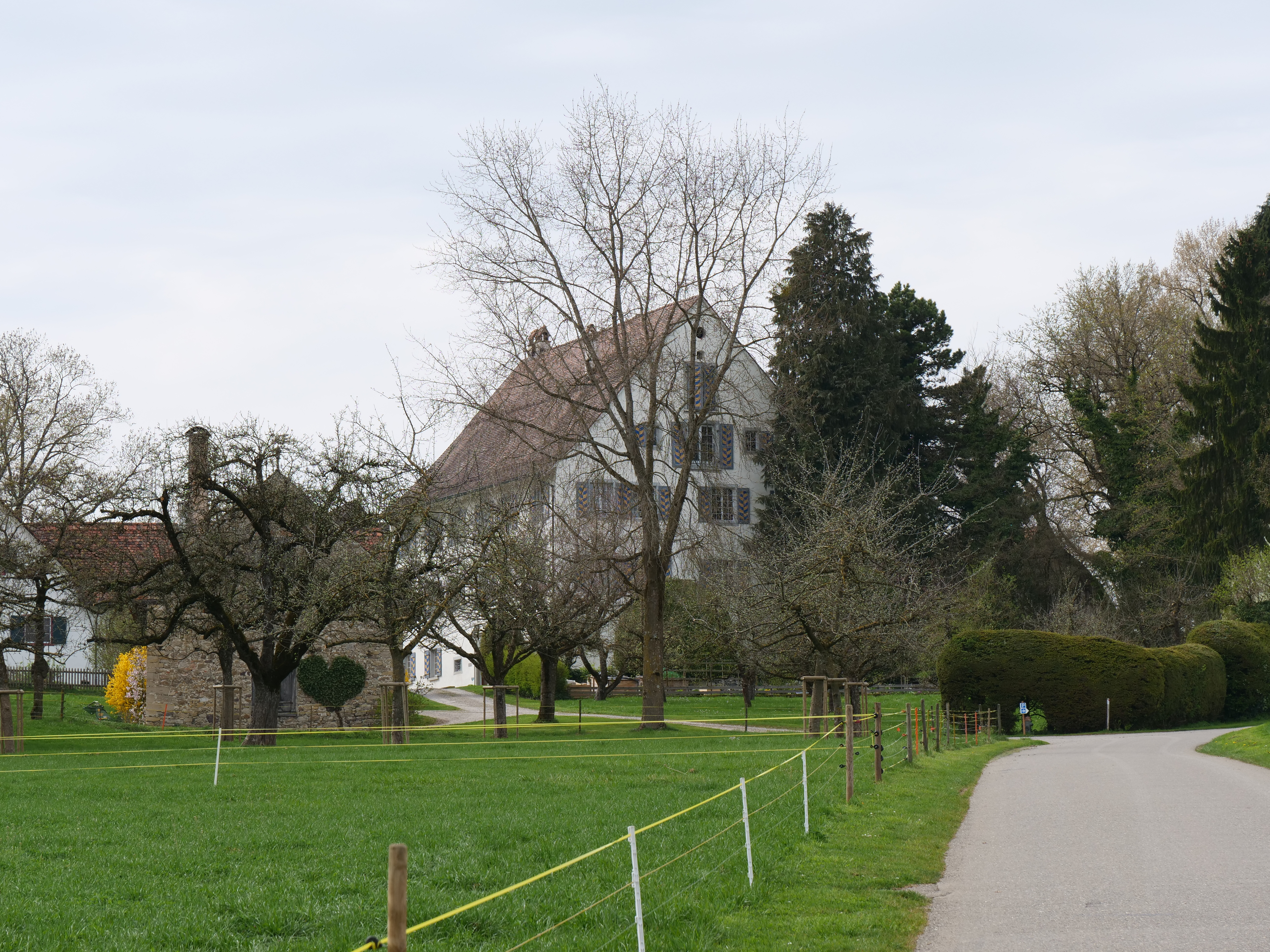
Schloss Gündelhart

Die fränkische Adlige Thiotind vermachte zwischen 872 und 883 ihren Grundbesitz in Gundelinhart dem Kloster St. Gallen. Erst im 11. Jahrhundert wird Hörhausen durch einen Ritter von Huonerhusin aktenkundig.
In Gündelhart und Hörhausen war die Abtei Reichenau begütert. Nach einigen Besitzerwechseln wird um 1510 die Familie Lanz von Liebenfels als Gerichtsherrin in Gündelhart erwähnt. 1572 wurde Gündelhart aus der Herrschaft Liebenfels herausgelöst und bildete eine eigene Gerichtsherrschaft. Von 1622 bis 1798 gehörte das Niedergericht mit dem von 1645 bis 1646 erbauten Schloss mehrheitlich der Urner Familie von Beroldingen. Gündelhart und Hörhausen bildeten von 1803 bis 1998 eine Ortsgemeinde der Munizipalgemeinde Steckborn.
Gündelhart lag ursprünglich in der Pfarrei Pfyn. Seit 1523 besteht im Ort eine eigene Pfarrei. 1869 kam Hörhausen von Pfyn zu Gündelhart. Nach der Reformation 1528/1529 setzte der Gerichtsherr 1531 die Rückkehr zum katholischen Glauben durch. 
Im 19. Jahrhundert lösten Viehzucht, Milchwirtschaft und Obstbau den Reb- und Ackerbau ab. Um 1891 wurde die erste Viehzuchtgenossenschaft gegründet. Zu Beginn des 20. Jahrhunderts veränderten sich mit der Einwanderung von Berner Bauernfamilien die konfessionellen Verhältnisse, während die bäuerlich-gewerbliche Erwerbsstruktur bis in die Gegenwart erhalten blieb. Ende des 20. Jahrhunderts entwickelte sich der Ort zur ländlichen Wohnsiedlung. Seit 1999 ist Gündelhart Teil der politischen Gemeinde Homburg TG.

## Wappen
Blasonierung: In Gelb schwarz bordierter blauer Reichsapfel.
Der Reichsapfel stammt aus dem Wappen derer von Beroldingen, die von 1622 bis 1798 die Gerichtsherrschaft Gündelhart besassen.

## Bevölkerung
| Jahr                 | 1850  | 1900  | 1950  | 1990  | 2000  | 2010  | 2018  | 2023  |
| Ortsgemeinde         | 246   | 245   | 345   | 467   |       |       |       |       |
| Ortschaft Gündelhart |       |       |       |       | 51    | 49    |       |       |
| Ortschaft Hörhausen  |       |       |       |       | 268   | 261   | 686   | 682   |
| Quelle               | [ 2 ] | [ 2 ] | [ 2 ] | [ 2 ] | [ 6 ] | [ 7 ] | [ 8 ] | [ 9 ] |

## Verkehr
→ siehe Abschnitt Verkehr im Artikel Hörhausen

## Sehenswürdigkeiten und Bilder
→ siehe Abschnitt Sehenswürdigkeiten im Artikel Gündelhart